# Danh sách phái bộ ngoại giao của Cộng hòa Dân chủ Nhân dân Triều Tiên

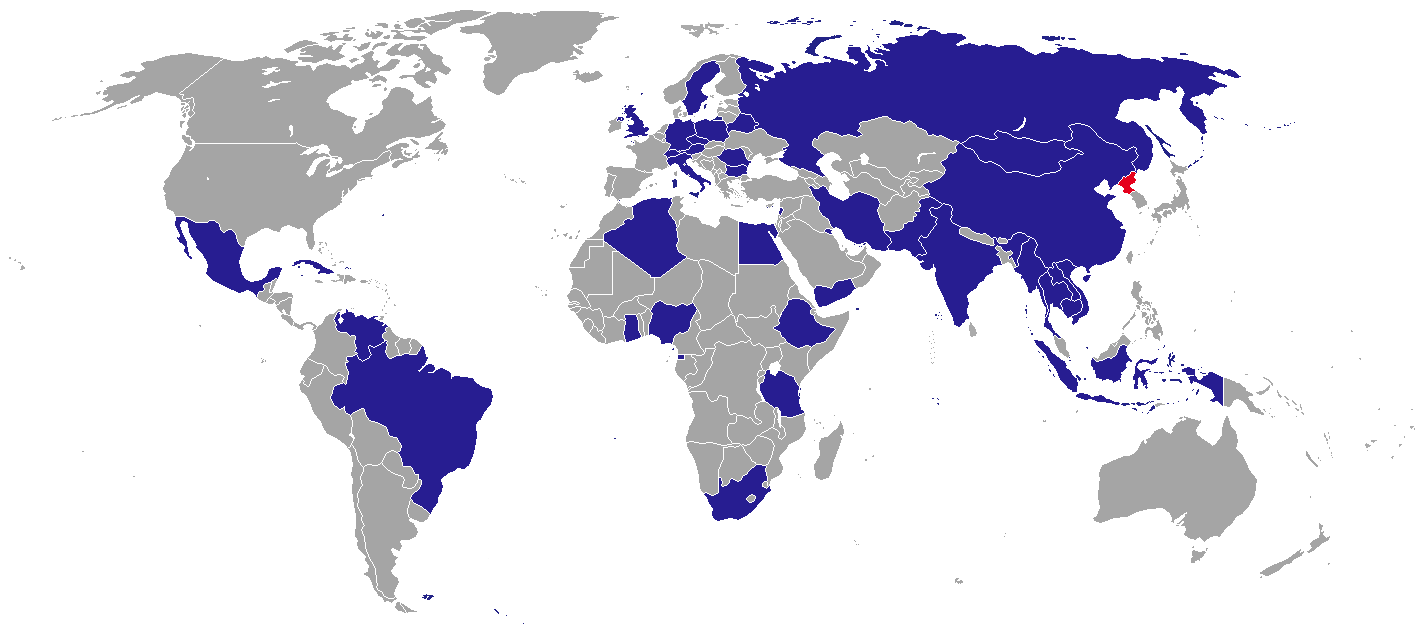
Các phái bộ ngoại giao của Cộng hòa Dân chủ Nhân dân Triều Tiên

Đây là một danh sách các phái bộ ngoại giao của Cộng hòa Dân chủ Nhân dân Triều Tiên. Cộng hòa Dân chủ Nhân dân Triều Tiên là một quốc gia biệt lập và khá giới hạn trong mối quan hệ quốc tế.
Trong thời kỳ Chiến tranh Lạnh, chính sách đối ngoại của Triều Tiên tập trung vào các nước Các nước cộng sản và tranh thủ sự ủng hộ của các nước đang phát triển. Việc này giúp ích cho Triều Tiên trong việc canh tranh công nhận về mặt ngoại giao với Hàn Quốc. Tuy nhiên sau khi Liên Hợp Quốc và các nước bắt đầu công nhận cả hai quốc gia Triều Tiên, các phái bộ ngoại giao của Triều Tiên tại các nước đang phát triển chủ yếu tiến hành các hoạt động viện trợ và duy trì ảnh hưởng chính trị.

## Châu Âu

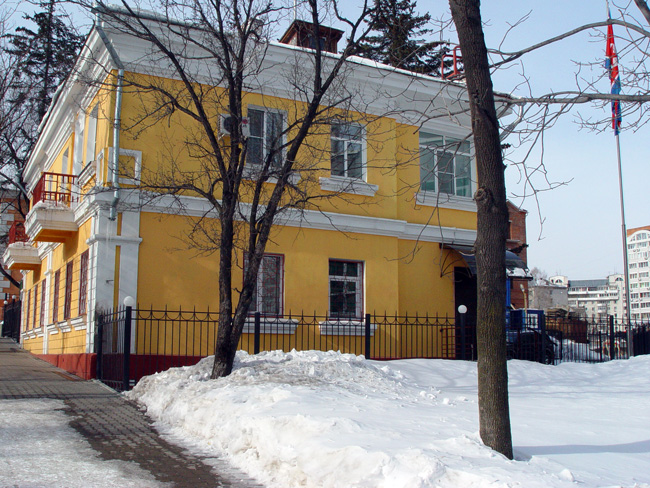
Văn phòng Lãnh sự Cộng hòa Dân chủ Nhân dân Triều Tiên tại Khabarovsk.

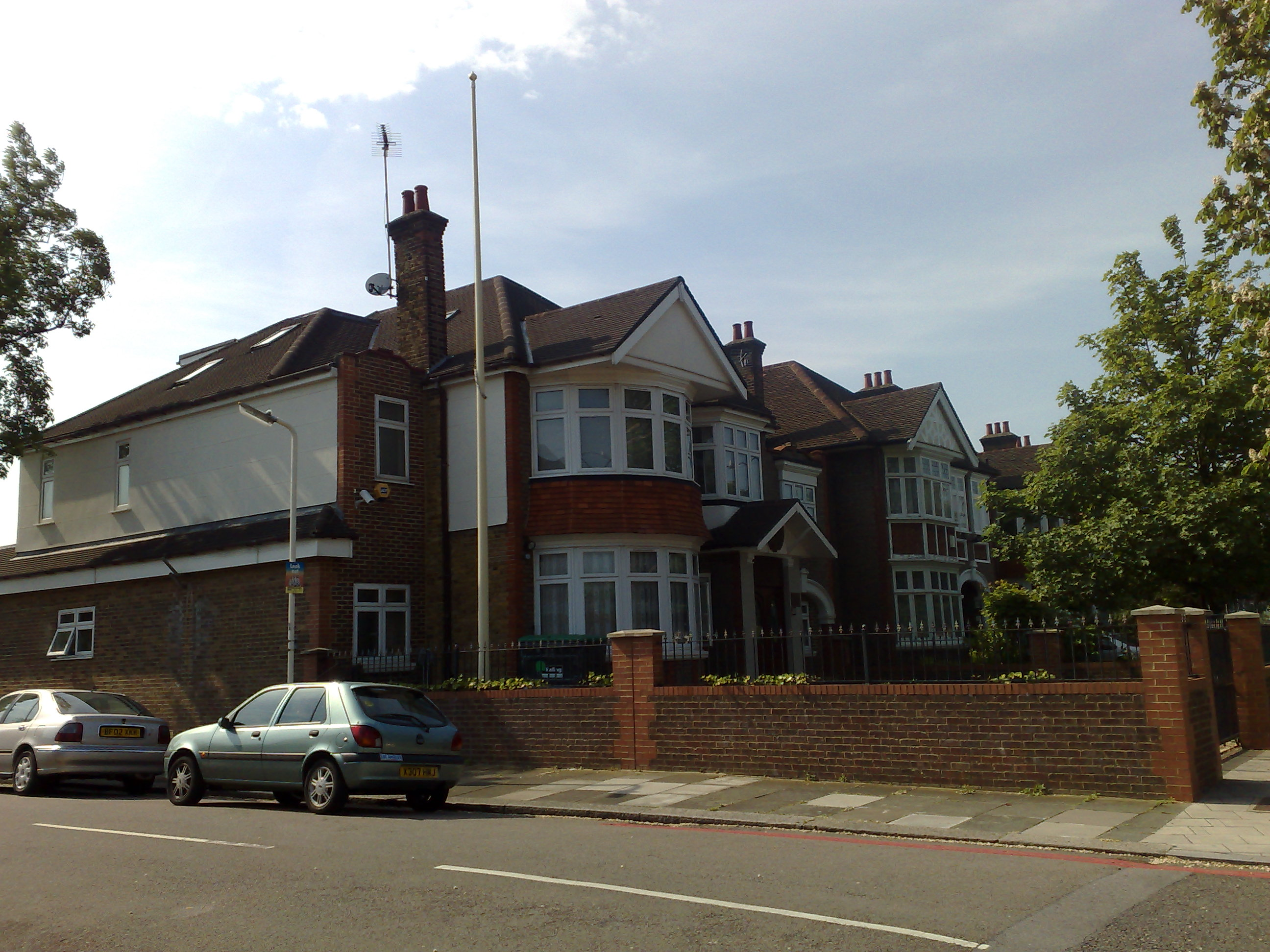
Đại sứ quán Cộng hòa Dân chủ Nhân dân Triều Tiên tại Luân Đôn

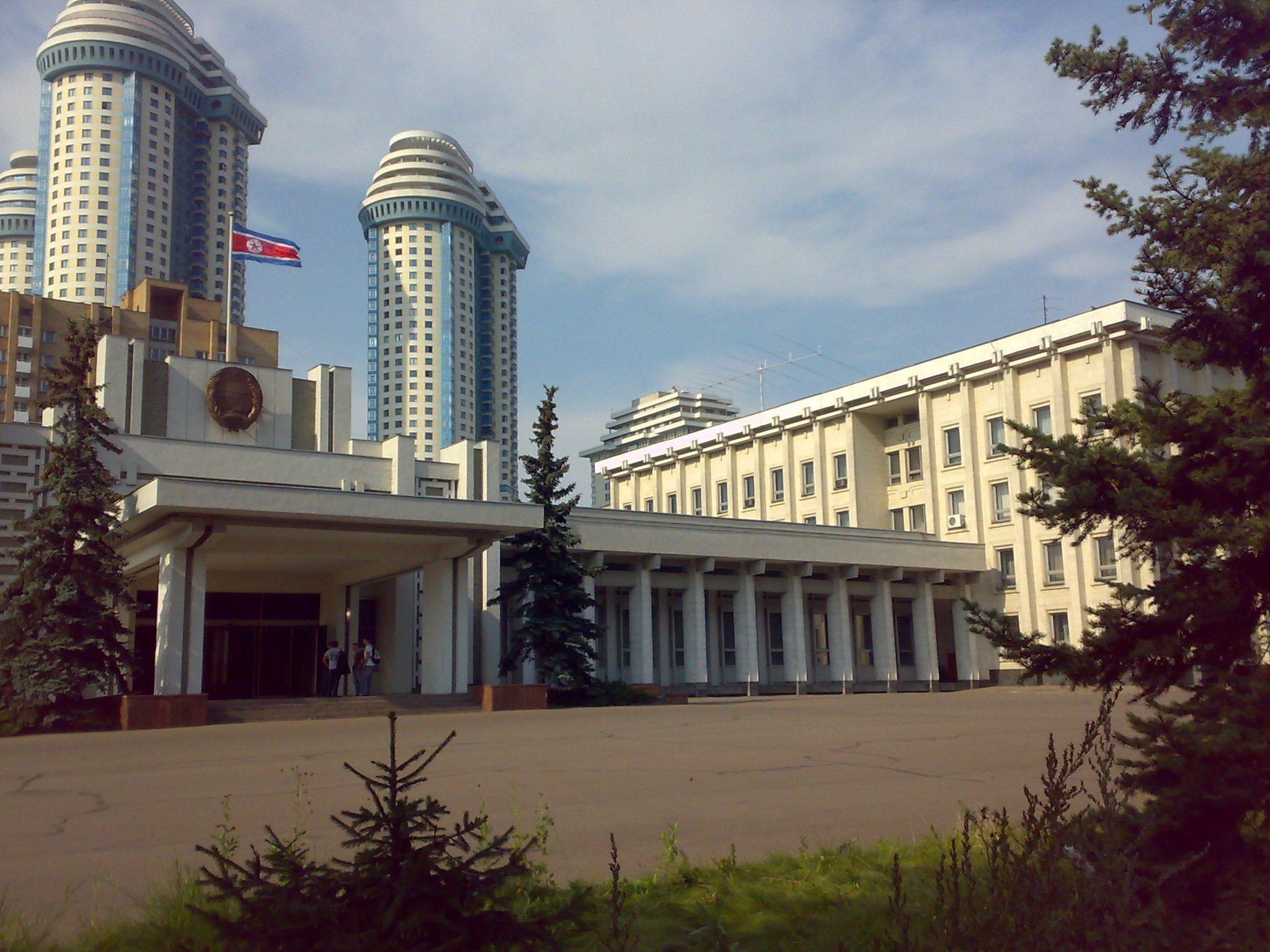
Đại sứ quán Cộng hòa Dân chủ Nhân dân Triều Tiên tại Moskva

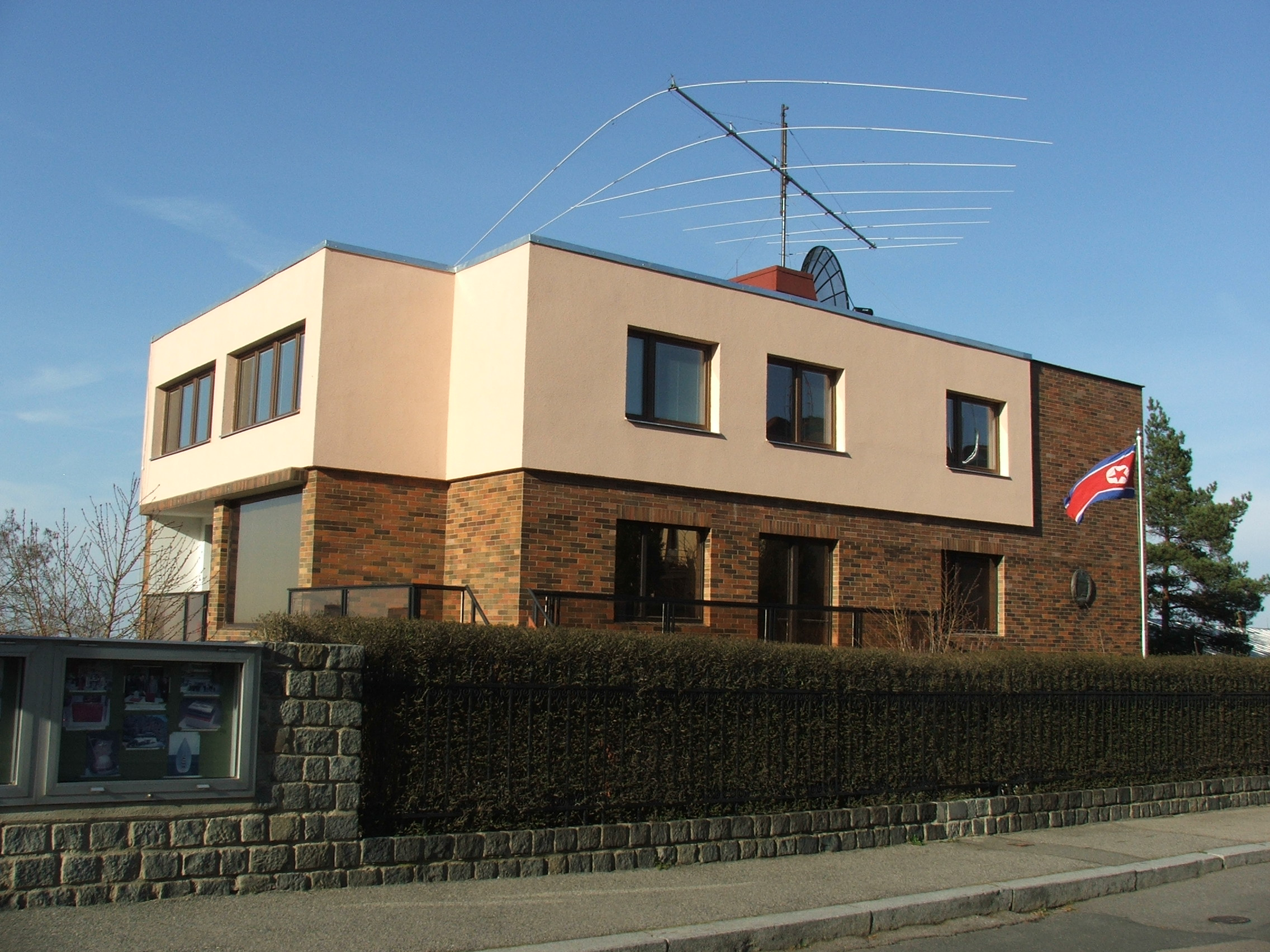
Đại sứ quán Cộng hòa Dân chủ Nhân dân Triều Tiên tại Praha

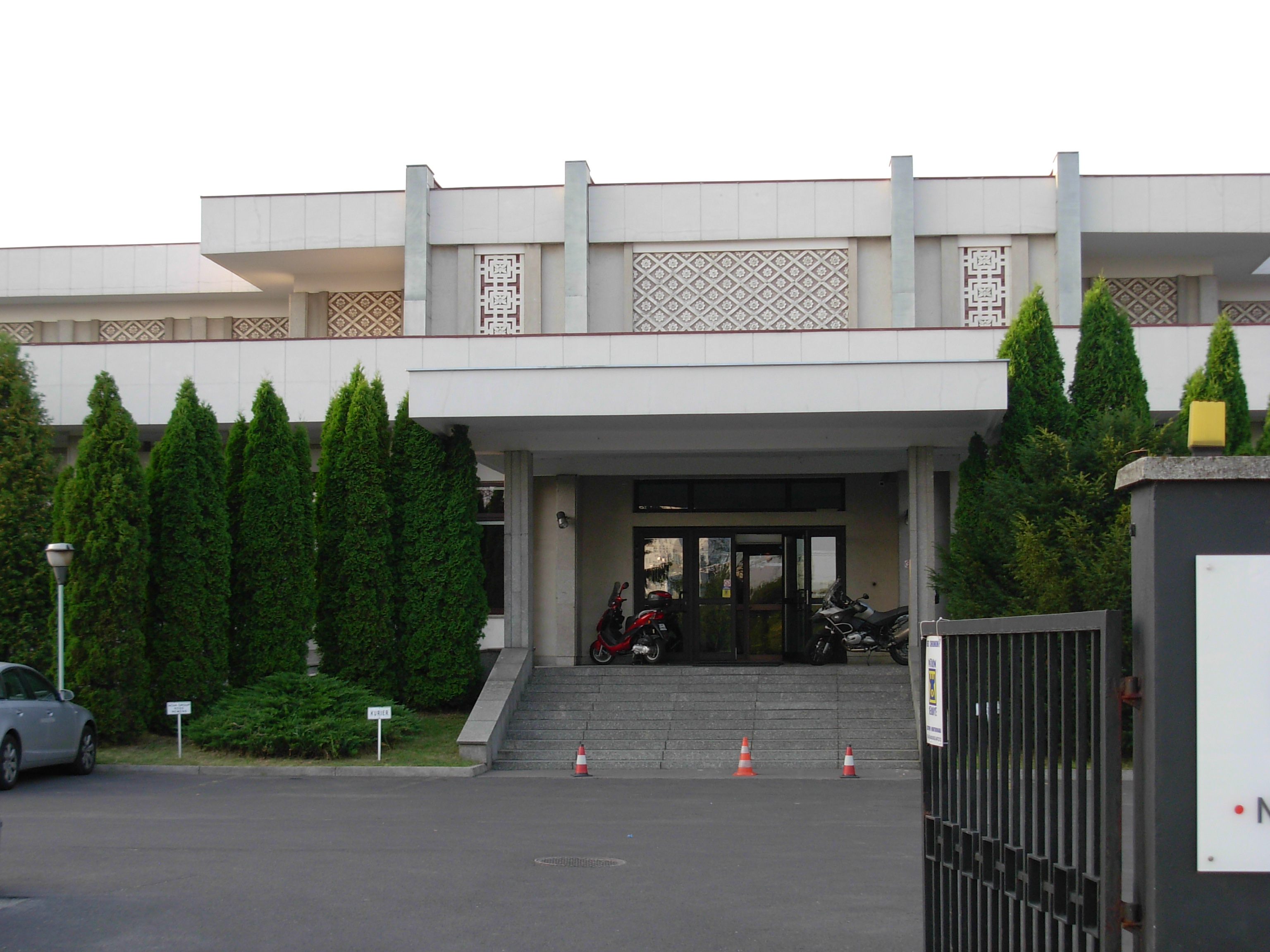
Đại sứ quán Cộng hòa Dân chủ Nhân dân Triều Tiên tại Warszawa

- Áo
  - Viên (Đại sứ quán)[1]
- Bulgaria
  - Sofia (Đại sứ quán)[2]
- Cộng hòa Séc
  - Praha (Đại sứ quán)[3]
- Đức
  - Berlin (Đại sứ quán)[4]
- Ý
  - Roma (Đại sứ quán)[5]
- Ba Lan
  - Warszawa (Đại sứ quán)[6]
- Romania
  - Bucharest (Đại sứ quán)[7]
- Nga
  - Moskva (Đại sứ quán)[8]
  - Nakhodka (Tổng lãnh sự quán)[9]
  - Khabarovsk (Văn phòng lãnh sự)[10][11]
- Thụy Điển
  - Stockholm (Đại sứ quán)[12]
- Thụy Sĩ
  - Bern (Đại sứ quán)[13]
- Vương quốc Anh
  - Luân Đôn (Đại sứ quán)[14]

## Bắc Mỹ
- Cuba
  - La Habana (Đại sứ quán)[15]
- México
  - Thành phố México (Đại sứ quán)[16]

## Nam Mỹ
- Brasil
  - Brasilia (Đại sứ quán)[17]
- Peru
  - Lima (Đại sứ quán)[18]

## Châu Phi
- Ai Cập
  - Cairo (Đại sứ quán)[19]
- Guinea Xích Đạo
  - Malabo (Đại sứ quán)[20]
- Ethiopia
  - Addis Ababa (Đại sứ quán)[21]
- Ghana
  - Accra (Văn phòng nhánh từ Abuja)[22]
- Guinea
  - Conakry (Đại sứ quán)[23][24]
- Libya
  - Tripoli (Đại sứ quán, nhưng không công nhận chế độ mới)[25]
- Nigeria
  - Abuja (Đại sứ quán)[26]
- Nam Phi
  - Pretoria (Đại sứ quán)[27]
- Tanzania
  - Dar es Salaam (Đại sứ quán)[28]
- Uganda
  - Kampala (Đại sứ quán)[29]

## Châu Á

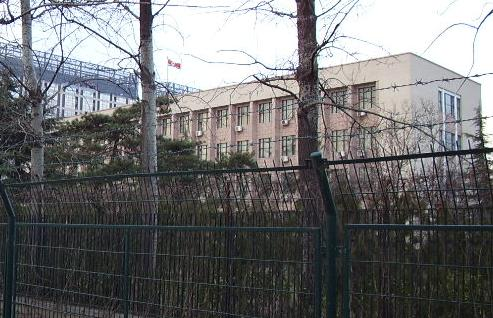
Đại sứ quán Cộng hòa Dân chủ Nhân dân Triều Tiên tại Bắc Kinh

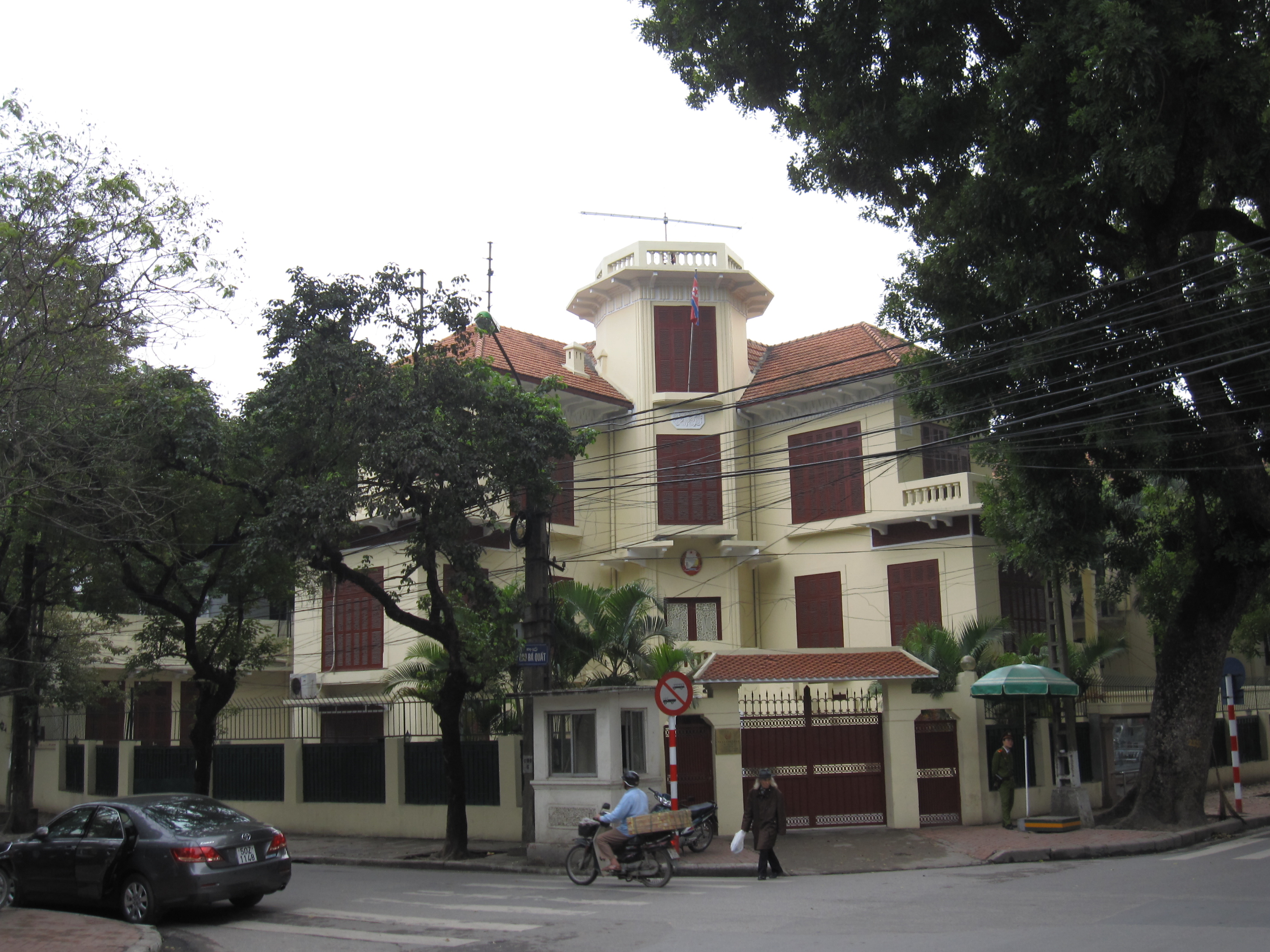
Đại sứ quán Cộng hòa Dân chủ Nhân dân Triều Tiên tại Hà Nội

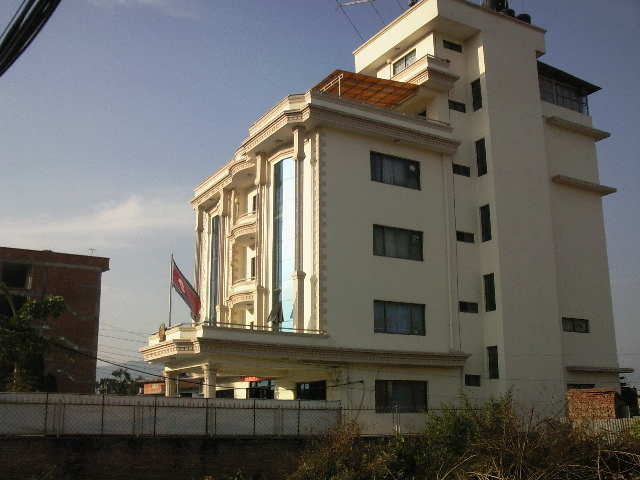
Đại sứ quán Cộng hòa Dân chủ Nhân dân Triều Tiên tại Kathmandu

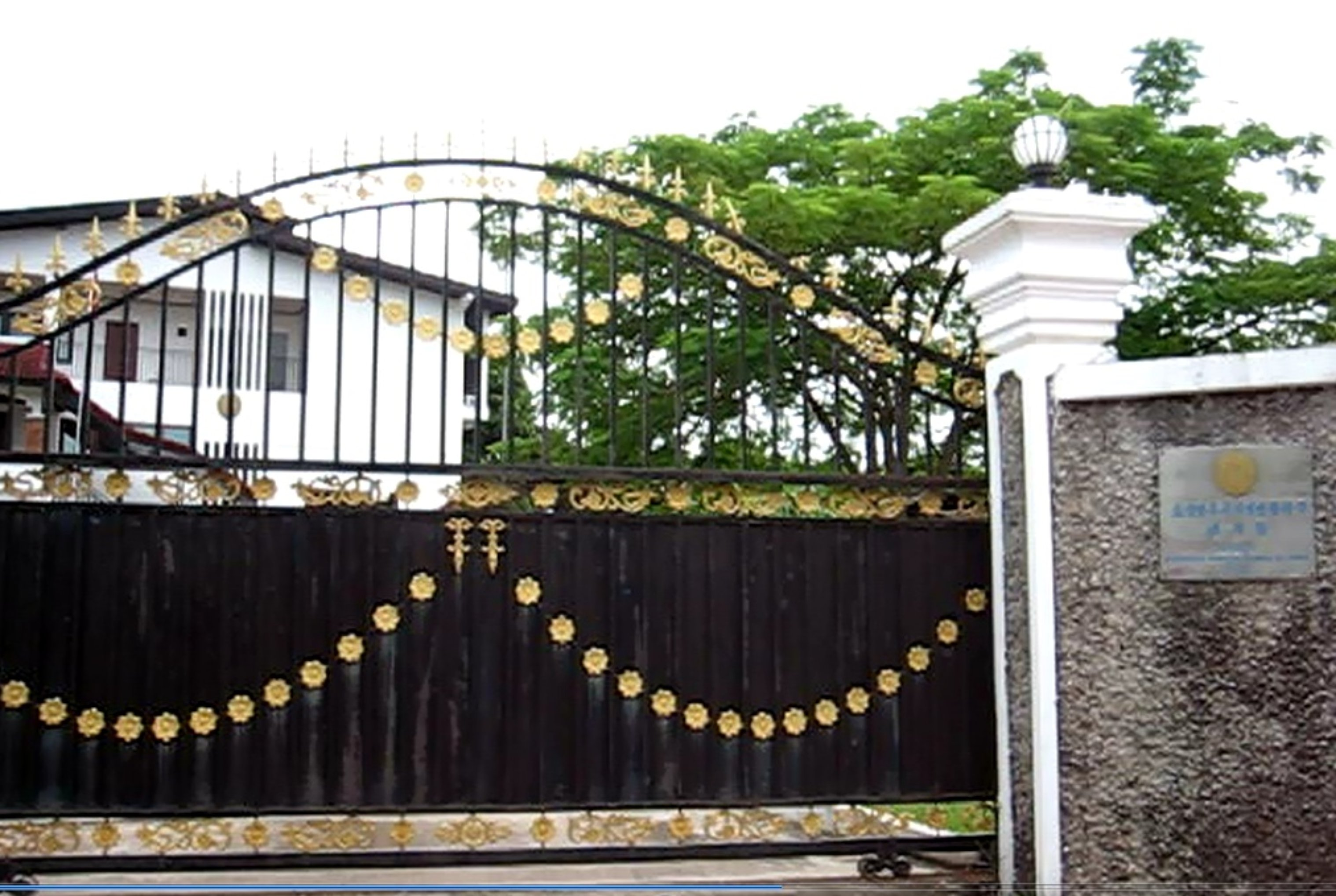
Đại sứ quán Cộng hòa Dân chủ Nhân dân Triều Tiên tại Viên Chăn

- Bangladesh
  - Dhaka (Đại sứ quán)[30]
- Campuchia
  - Phnôm Pênh (Đại sứ quán)[31]
- Trung Quốc
  - Bắc Kinh (Đại sứ quán)[32]
  - Hồng Kông (Tổng Lãnh sự quán)[33]
  - Thẩm Dương (Tổng Lãnh sự quán)[34]
- Ấn Độ
  - New Delhi (Đại sứ quán)[35]
- Indonesia
  - Jakarta (Đại sứ quán)[36]
- Lào
  - Viên Chăn (Đại sứ quán)[37]
- Malaysia
  - Kuala Lumpur (Đại sứ quán)[38]
- Mông Cổ
  - Ulan Bator (Đại sứ quán)[39]
- Nepal
  - Kathmandu (Đại sứ quán)[40]
- Pakistan
  - Islamabad (Đại sứ quán)[41]
- Singapore
  - Singapore (Đại sứ quán)[42]
- Thái Lan
  - Bangkok (Đại sứ quán)[43]
- Uzbekistan
  - Tashkent (Đại sứ quán)[44]
- Việt Nam
  - Hà Nội (Đại sứ quán)[45]

### Trung Đông
- Iran
  - Tehran (Đại sứ quán)[46]
- Kuwait
  - Thành phố Kuwait (Đại sứ quán)[47]
- Liban
  - Beirut (Đại sứ quán)[48]
- Syria
  - Damas (Đại sứ quán)[49]
- Yemen
  - Sana'a (Đại sứ quán)[50]

## Tổ chức đa quốc gia
- Genève (Phái đoàn thường trực)
- New York (Phái đoàn thường trực)